# Partenariat Terrafrica
Le partenariat TerrAfrica est une campagne de 4 milliards de dollars sur 12 ans soutenue par l'Union africaine, la Banque mondiale, les Nations unies, la Commission européenne et les gouvernements régionaux d'Afrique subsaharienne, et visant à lutter contre les désertifications actuelles et à prévenir les futures et d'autres dégradations des terres. en Afrique par la gestion durable des terres . 
Il a commencé en octobre 2005.

## Voir également
- Convention des Nations Unies sur la lutte contre la désertification